# Municipio de Union (condado de Clinton, Ohio)
El municipio de Union (en inglés, Union Township) es un municipio del condado de Clinton, Ohio, Estados Unidos. Tiene una población estimada, a mediados de 2023, de 3140 habitantes.

## Geografía
Está ubicado en las coordenadas 39°29′26″N 83°51′12″O / 39.49056, -83.85333. Según la Oficina del Censo, tiene una superficie total de 122.7 km², de los cuales 121.9 km² corresponden a tierra firme y 0.8 km² están cubiertos de agua.

## Demografía
Según el censo de 2020, en ese momento había 3140 personas residiendo en la localidad. La densidad de población era de 26 hab./km². El 92.80% de los habitantes eran blancos, el 0.86% eran afroamericanos, el 0.19% eran amerindios, el 0.64% eran asiáticos, el 0.54% eran de otras razas y el 4.97% eran de una mezcla de razas. Del total de la población, el 1.50% eran hispanos o latinos de cualquier raza.